# Darling (Pennsylvania)
Darling ist eine erloschene Stadt (Geisterstadt) in Delaware County, Pennsylvania. Das Geographic Names Information System bezeichnet sie als bewohnten Ort. Ein alternativer Name ist Darlington.
1879 wurde eine Postfiliale eingerichtet, diese blieb bis 1964 in Betrieb. Den Namen erhielt die Stadt von der gleichnamigen Familie, der das Stadtgebiet ursprünglich gehörte. Sie erhielt es von William Penn. Die Ortschaft liegt bei Middletown in 45 Meter Höhe.